# 100th Window
『100th Window』は、イギリスの音楽ユニット、マッシヴ・アタックが2003年にリリースした4枚目のオリジナル・アルバム。

## 概要
前作発表後にメンバーの一人であるアンドリュー・ヴォウルズ（マッシュルーム）が脱退し、またもう一人のメンバーであるグラント・マーシャル（ダディ・G）も育児による休暇を取ったため、実質ロバート・デル・ナジャ（3D）によるソロ・アルバムの性格が強いアルバムである。
前作から強まった無機質で重厚なエレクトロニカ的作風を前面に押し出したアルバムである。またラップ・ボーカル曲が1曲もなく、サンプリング等も一切行っていないので、それまでにあった黒人音楽的な要素は後退している。
最終曲『アンティスター』終了後に、隠しトラックとして10分以上のアンビエント風トラック『LP4』が収録されている。

## 収録曲
1. フューチャー・プルーフ - "Future Proof" - 5:37
2. ホワット・ユア・ソウル・シングス - "What Your Soul Sings" - 6:37
3. エヴリホエン - "Everywhen" - 7:37
4. スペシャル・ケーシズ - "Special Cases" - 5:09
5. バタフライ・コート - "Butterfly Caught" - 7:33
6. ア・プレイヤー・フォー・イングランド - "A Prayer for England" - 5:44
7. スモール・タイム・ショット・アウェイ - "Small Time Shot Away" - 7:57
8. ネイム・テイクン - "Name Taken" - 7:47
9. アンティスター - "Antistar" - 8:17
10. LP4 - 11:23